# Linje F
Linje F er en S-togslinje, som kører mellem Hellerup Station og København Syd Station via Nørrebro Station. Linjen kører som den eneste ad Ringbanen udenom det centrale København, mens de andre kører igennem den ad Boulevardbanen. Linjen har fem-minuttersdrift i dagtimerne mandag-fredag og 10-minuttersdrift resten af driftstiden, hvilket gør den til den S-togslinje, der kører oftest. Nat efter fredag og lørdag køres der hver halve time.
Linjen er den ældste S-togslinje, idet den oprettedes sammen med den første S-bane 3. april 1934. Sin nuværende betegnelse fik den dog først ved indførelsen af linjebogstaver den 14. maj 1950. Fra 1973 til 1979 blev linjen suppleret af linje Fx i myldretiden. I 1989 oprettedes en ny supplerende linje M i hele driftstiden, fra 1994 dog kun i dagtimerne alle dage. Denne linje omdøbtes til linje F+ i 2002 og nedlagdes i 2007. Linje M genopstod senere som en midlertidig linje i forbindelse med anlægsarbejder i 2024, 2017 og 2024.
Linje F var oprindeligt - ligesom i dag - farvet gul på linjekortet, men fra 1979 til 1993 var linjen lyserød som linje H+.

## Stationer
Linje F har følgende stationer på linjen, taget i rækkefølgen fra Hellerup Station til København Syd Station.
1. Hellerup Station (Endestation, dog evt. Klampenborg Station, se nedenfor)
2. Ryparken Station
3. Bispebjerg Station
4. Nørrebro Station
5. Fuglebakken Station
6. Grøndal Station
7. Flintholm Station
8. KB Hallen Station
9. Ålholm Station
10. Danshøj Station
11. Vigerslev Allé Station
12. København Syd Station (Oprindeligt "Ny Ellebjerg". Endestation)

Enkelte afgange først på aften videreføres uden stop på mellemstationerne Charlottenlund og Ordrup til Klampenborg. I forbindelse med sporarbejder og lign. videreføres linje F jævnligt med stop til Klampenborg og udgår også derfra.[kilde mangler]

## Historie

### Forhistorie
Linje F er S-banens første og ældste linje, oprettet ved indvielsen 3. april 1934 af strækningen fra Frederiksberg via Vanløse, Nørrebro og Hellerup til Klampenborg som S-bane.
En del af baggrunden for både bane og linje skal søges i ordningen af de københavnske banegårdsforhold, der havde stået på siden 1904, og som blandt andet involverede indvielsen af Københavns Hovedbanegård i 1911 og Boulevardbanen i 1917. De skulle imidlertid normalt ikke benyttes af godstog, der derimod skulle føres udenom om de centrale bydele ad en ny godsbane fra Hellerup over Nørrebro til Vigerslev. Den nye bane, kendt under navne som Ydre Bybane, Godsbaneringen og i nyere tid Ringbanen, stod klar i 1930 som det sidste led i ordningen af banegårdsforholdene.
Ordningen af banegårdsforholdene havde imidlertid efterladt en ubetjent blindtarm i form af strækningen Vanløse - Frederiksberg, der oprindelig havde været en del af Frederikssundsbanen, hvis tog imidlertid siden indvielsen af den nye hovedbanegård var blevet ført via Valby. Efter lokale protester blev der i stedet i 1914 indsat lokaltog mellem Vanløse og Frederiksberg. Efter omlægningen af Nordbanens tog til Boulevardbanen i 1921 blev der tilsvarende indsat lokaltog mellem Hellerup og Nørrebro på den gamle bane, fra 1926 med stop undervejs på Lyngbyvej (fra 1972 Ryparken).
Allerede før anlægget af den nye godsbane havde det imidlertid stået klart, at den også kunne bruges til persontrafik, og den indrettedes derfor til det. I området omkring Flintholm blev der desuden etableret en forbindelseskurve til banen til Frederiksberg, så togene kunne køre herfra via kurven og ad den nye bane til Hellerup. Ved åbningen i 1930 oprettedes desuden en ny Godthåbsvej Station (fra 1996 Grøndal), mens Lyngbyvej og Nørrebro erstattedes af nye. Driften blev til daglig varetaget af motortog oprangeret af små benzinmotorvogne. Fra 1931 fortsattes på en del afgange ad Klampenborgbanen til Klampenborg, især på søn- og helligdage, hvor tilstrømningen dog kunne blive så stor, at der måtte indsættes damptog i stedet.
Parallelt med ordningen af banegårdsforholdene havde der imidlertid også været en række tanker og diskussioner om elektrificering af den københavnske nærtrafik, og kommissioner om det var blevet nedsat i både 1911 og 1926. Sidstnævntes betænkning kom i 1929 og resulterede i 1930 i en lov om elektrificering om af den ydre bybane, Klampenborgbanen, Nordbanen til Holte og Frederikssundsbanen til Ballerup. Til at begynde med bevilligedes desuden penge til de tre førstnævnte. En ændring i forhold til de hidtidige forhold var, at togene på Ydre Bybane skulle køre via Vanløse, idet tog fra Frederiksberg ankom dertil, skiftede køreretning og fortsatte mod Hellerup og tilsvarende i modsat retning. Af samme årsag anlagdes en ny forbindelseskurve fra Godthåbsvej til Vanløse, idet den gamle mod Frederiksberg beholdtes til brug for godstog. Retningsskiftet i Vanløse forblev i øvrigt enestående på S-banen.

### Indvielse og drift
De første elektriske tog blev leveret i 1933, og efter prøvekørsler og tekniske problemer kunne den første S-bane indvies 3. april 1934 af ministeren for offentlige arbejder Johannes Friis Skotte, DSB's generaldirektør Peter Knutzen og et par hundrede andre honoratiores. Efterfølgende kunne almindelige mennesker så også få lov at køre med den første S-bane fra Frederiksberg med retningsskift i Vanløse over Nørrebro og Hellerup til Klampenborg. Køreplanen var til at begynde med et tillempet udgave af den for motortogene med 37 daglige dobbeltture, heraf 30 til Hellerup og 7 til Klampenborg, foruden 10 lokale mellem Frederiksberg og Vanløse.
Ved køreplansskiftet 15. maj 1934 åbnedes imidlertid en ny linje mellem København H og Klampenborg, og begge linjer fik nu 20 minutters drift i hele driftstiden. Der benyttedes ikke linjebogstaver som senere hen, men den eksisterende linje blev til daglig kaldt for Frederiksberglinjen, mens den i køreplanerne stod opført under 1C. Frederiksberglinjen endte som udgangspunkt i Hellerup, men i myldretiden og fra midt på dagen på sommersøndage fortsatte alle tog til Klampenborg med stop undervejs på Charlottenlund og Ordrup. Resten af driftstiden kørte tilsvarende et tog i timen videre til Klampenborg. På hverdage indsattes desuden morgen og aften et ekstra togpar mellem Frederiksberg og Vanløse. Endelig kom der 15. maj 1936 en ny station til i form af Fuglebakken.
I 1939 udbrød 2. verdenskrig og fra 1940 til 1945 blev Danmark besat, hvilket blandt meget andet også fik betydning for S-banen. Frederiksberglinjen blev afkortet fra Klampenborg til Hellerup 1. oktober 1939, og samtidig reduceredes driften til kørsel hver time på hverdage kl. 9-14, på søndage før kl. 10 og alle dage efter kl. 19. 20 minutters driften blev genoptaget 26. maj 1941. Kørslen til Klampenborg vendte derimod først tilbage 3. juni 1946, nu i myldretiden samt med hver 3. tog hele dagen i sommermånederne og næsten alle tog på sommersøndage.
14. maj 1950 skete der væsentlige ændringer for S-banen, hvis vokseværk efterhånden øgede behovet for entydig orientering. Til den ende indførtes linjebogstaver, og Frederiksberglinjen blev da til linje F. Ved samme lejlighed indførtes linjebogstaverne A, B og C, mens D og E blev holdt fri til nye linjer ad Boulevardbanen, idet D dog i praksis aldrig er blevet brugt. Linje F kørte som hidtil mellem Frederiksberg og Hellerup med forlængelse til Klampenborg i myldretiden og af hvert tredje tog på hverdage om sommeren. På de fleste sommersøndage og vinterdage med godt vejr fortsatte de fleste tog tilsvarende til Klampenborg. I Vanløse indførtes den ændring, at togene i begge retninger kom og skiftede retning samtidig. Dette passede så indtil 1972 med, at tog på linje C tilsvarende mødtes på stationen, så passagerne dermed kunne skifte hurtigt. I 1957 bortfaldt kørslen til Klampenborg på hverdage om sommeren, mens kørslen dertil på søndage fremefter fandt sted efter behov.
Linje F fortsatte nu i mange år stort set uændret. Linjerne ad Boulevardbanen blev ændret talrige gange i takt med udbygninger, men for linje F med sin mere begrænsede trafik stod tiden nærmest stille. Således var linjen den sidste til i 1978 at få indsat de nye 2. generations S-tog i stedet for 1. generations S-togene, der som type havde stået for trafikken lige siden 1934, om end de sidste vogne dog ikke var så gamle. Inden da havde ombygningen af Hareskovbanen til S-bane medført, at Lyngbyvej Station, hvor de to baner mødtes, blev ombygget og i 1972 skiftede navn til Ryparken. I 1986 åbnedes desuden to nye stationer, Solbjerg (nu Fasanvej) og Lindevang mellem Frederiksberg og Vanløse, hvor der hidtil var kørt uden stop undervejs.
28. maj 1989 skete der en reform af S-banens linjenet, da Frederikssundsbanen blev elektrificeret helt til Frederikssund. Oprindelig var det tanken, at linjebogstavet F skulle bruges til en linje mellem Farum og Frederikssund, mens den gamle linje F skulle omdøbes til linje T og samtidig have 10 minutters drift mellem Frederiksberg og Hellerup, idet der stadig skulle fortsættes til Klampenborg hvert 20. minut i myldretiden. Planerne blev dog ændret, så linjen mellem Farum og Frederikssund blev linje H, mens linje F beholdt sit bogstav. 20 minutters driften blev også beholdt, idet forstærkning i stedet blev skaffet med den ny linje M. Da der imidlertid ikke blev anskaffet mere materiel, måtte der skæres andre steder for at skaffe nok, og det gik udover linje F's kørsel til Klampenborg.

### Ringbanen
Men mens den nye køreplan trådte i kraft, begyndte fremtiden for alvor at banke på. Kapaciteten på Boulevardbanen var praktisk taget opbrugt, og det var derfor ønskeligt med alternativer. Samtidig fremkom der flere gange planer om at sætte Frederiksbergbanen i forbindelse med en bane gennm byen. I 1988 fremlagde DSB således for eksempel DSB Plan 2000, hvor det blev foreslået at lade tog fra Frederikssundsbanen dreje fra i Vanløse til Frederiksberg og derfra i tunnel under Indre By til Amager og Lufthavnen. Senere skulle der så suppleres med en tilsvarende forbindelse fra Vigerslev til Frederiksberg og tunnelen, begge dele ikke ulig forholdene indtil 1911. Sammenlagt ville det give plads på Boulevardbanen til flere tog til/fra Køge Bugt-banen. Den eksisterende bane mellem Hellerup og Vanløse forudsattes bibeholdt med endestation i Vanløse.
I 1989 fulgte DSB op med en ny plan for hvad man kaldte nu Ringbanen, om end det dog rettelig var en tværbane, man havde i tankerne. Fra Hellerup til Godthåbsvej skulle køres som hidtil men derfra skulle fortsættes ad Godsbaneringens spor med en første etape til Harrestrup, hvor Vestbanen krydsedes, og videre ad en anden etape til Sjælør på Køge Bugt-banen. På den forlængede bane skulle der etableres seks nye stationer, K B Hallen, Ålholm, Harrestrup, Vigerslev og Grønttorvet, mens en syvende station, Bispebjerg skulle anlægges på den eksisterende bane. Sammenlagt ville banen skabe forbindelse mellem alle de seks radialer S-baner udenom centrum. I denne plan forudsattes strækningen Frederiksberg - Vanløse bibeholdt og betjent med penduldrift.
Planerne om en ringbane kom dog nærmest til at stå stille i nogle år, om end Bispebjerg Station blev åbnet 29. juni 1996. Samme år skiftede Godthåbsvej Station desuden navn til Grøndal efter ønske fra de lokale beboere. Af større betydning for linje F var det imidlertid, at den fra 24. maj 1998 atter kørte til Klampenborg, denne gang i dagtimerne alle dage. Forlængelsen havde længe været et ønske fra beboerne langs strækningen, men den gjorde det også nemmere for andre at komme til Dyrehaven, Bakken og Bellevue Strand.
Det blev ikke til noget med S-tog i tunnel, men planerne om at sætte Frederiksbergbanen i forbindelse med en bane gennem byen rumsterede videre. I 1993 stiftedes Ørestadsselskabet med henblik på at etablere denne bane, og året efter besluttede man sig for, at det skulle være i form af en metro. Linje F's dage på det centrale Frederiksberg var nu ved at være talte. I første omgang afkortedes banen i 1995 et par hundrede meter til en midlertidig Frederiksberg Station, da den gamles grund skulle bruges til det nye Frederiksberg Centret. 20. juni 1998 var anlægsarbejdet med metroen kommet så langt, at S-banen måtte afkortes til Solbjerg. Det skulle egentlig være sket 24. maj 1998, men storkonflikten på arbejdsmarkedet forsinkede de nødvendige sporarbejder. Da der forventedes ekstra pres på buslinjerne i området i den anledning, oprettedes en ny buslinje 27E til supplement af linje 29 mellem Vanløse Station og Rådhuspladsen 24. maj 1998, fra 30. maj 1999 forlænget til Kongens Nytorv.
1. januar 2000 lukkede S-banen mellem Solbjerg og Vanløse, hvorefter det var slut med at skifte retning i Vanløse. Linje 27E blev fra 3. januar 2000 erstattet af forstærket drift på linje 29 og en ny linje 529P mellem Vanløse Station og Frederiksberg Tekniske Skole. Den blev dog nedlagt igen 1. maj 2000 på grund af manglende passagerer. Den første etape af metroen indviedes 19. oktober 2002, og 12. oktober 2003 blev den gamle S-bane mellem Frederiksberg og Vanløse så også en del af den.
I begyndelsen af 1990'erne besluttede politikerne at etablere Øresundsforbindelsen. Den indviedes 1. juli 2000 og medførte blandt andet en omlægning af godstrafikken væk fra Ringbanens spor. På den baggrund blev det vedtaget i 1998 at etablere Ringbanen og med en ny Flintholm Station, hvor den krydsede metroen og Frederikssundsbanen. Med til etableringen hørte en gennemgribende renovering af den gamle del af banen. Det fik omfattende konsekvenser for linje F og M, da de blev erstattet af togbusser mellem Vanløse og Ryparken gennem trekvart år fra 23. april 2001. Der blev oprettet to linjer til formålet. Linje F1 kørte med stop ved alle stationer i hele driftsdøgnet, mens linje F2 var en hurtiglinje i dagtimerne mandag-lørdag. Det sidste stykke til Hellerup var det nødvendigt stadig at betjene med S-tog, da der ikke var plads til de ekstra busser i busterminalen der. I dagtimerne fortsatte linje F også stadig til Klampenborg.
2. februar 2002 kunne S-togene vende tilbage men nu med endestation ved den midlertidige C.F. Richs Vej Station syd for Grøndal. Samtidig ophørte linje F1 og F2, idet en ny linje F1 i stedet kom til at køre i pendulfart mellem Vanløse og C.F Richs Vej. I den modsatte ende blev trafikken til Klampenborg fra 15. september 2002 overtaget af den hidtidige linje M, der samtidig omdøbtes til F+. I den sydlige ende blev C.F. Richs Vej Station 24. januar 2004 erstattet af Flintholm Station med omstigning til metroen og Frederikssundsbanen. Samtidig kunne togbuslinjen F1 så endeligt nedlægges. 8. januar 2005 blev det meste af resten af banen taget i brug med de nye stationer KB Hallen, Ålholm, Danshøj (krydsning med Vestbanen) og Vigerslev Alle. Endestation blev i første omgang den midlertidige Ny Ellebjerg Station ved Gammel Køge Landevej. Den holdt til 16. november 2006, hvor banen førtes frem til den permanente Ny Ellebjerg Station (nu København Syd), hvor togene på Køge Bugt-banen også fik stop fra 6. januar 2007.
Nu var Ringbanen så klar til hyppig drift, og fra 6. januar 2007 kørte linje F og F+ med fem minutters drift til sammen i dagtimerne alle dage og med ti minutters drift resten af tiden mellem Ny Ellebjerg og Hellerup. En reform af linjenettet 23. september 2007 medførte, at linje F+ indlemmedes i linje F, der siden hen har været den eneste linje på Ringbanen. 11. december 2011 blev driften udvidet yderligere, så der blev kørt hvert fjerde minut i morgenmyldretiden. 9. december 2012 gik man dog tilbage til fem minutters drift igen.
Fra 2. maj til 30. september 2025 er der skiftende ændringer på S-togslinjerne på grund af sporarbejde på Nordbanen. For linje F betyder det i første omgang, at der kører færre tog fra 1. juni til 19. juni 2025. Fra 11. juli til til 30. september 2025 kommer den imidlertid til at køre hvert 10. minut fra København Syd til Ryparken og hvert 20. minut videre til Klampenborg til erstatning for linje C.

## Kronologisk oversigt
| Dato       | Linjeføring                                        | Bemærkninger |
| ---------- | -------------------------------------------------- | --- |
| 03-04-1934 | Frederiksberg - Vanløse - Hellerup (-Klampenborg)  | Hellerup - Klampenborg kun visse afgange.                                                                              |
| 01-10-1939 | Frederiksberg - Vanløse - Hellerup                 | |
| 03-06-1946 | Frederiksberg - Vanløse - Hellerup (-Klampenborg)  | Hellerup - Klampenborg kun i myldretiderne og visse afgange om sommeren.                                               |
| 1957       | Frederiksberg - Vanløse - Hellerup (-Klampenborg)  | Hellerup - Klampenborg kun i myldretiderne og efter behov på søndage.                                                  |
| 28-05-1989 | Frederiksberg - Vanløse - Hellerup                 | |
| 24-05-1998 | Frederiksberg - Vanløse - Hellerup (- Klampenborg) | Hellerup - Klampenborg kun i dagtimerne.                                                                               |
| 20-06-1998 | Solbjerg - Vanløse - Hellerup (- Klampenborg)      | Hellerup - Klampenborg kun i dagtimerne.                                                                               |
| 01-01-2000 | Vanløse - Hellerup (- Klampenborg)                 | Hellerup - Klampenborg kun i dagtimerne.                                                                               |
| 23-04-2001 | Ryparken - Hellerup (- Klampenborg)                | Hellerup - Klampenborg kun i dagtimerne. Togbusser Vanløse - Ryparken.                                                 |
| 02-02-2002 | C.F. Richs Vej - Hellerup (- Klampenborg)          | Hellerup - Klampenborg kun i dagtimerne. C.F. Richs Vej er en midlertidig station. Togbusser Vanløse - C.F. Richs Vej. |
| 15-09-2002 | C.F. Richs Vej - Hellerup                          | Togbusser Vanløse - C.F. Richs Vej.                                                                                    |
| 24-01-2004 | Flintholm - Hellerup                               | |
| 08-01-2005 | Ny Ellebjerg Station - Flintholm - Hellerup        | Midlertidig station ved Gammel Køge Landevej.                                                                          |
| 16-11-2006 | Ny Ellebjerg Station* - Flintholm - Hellerup       | *Fra 10. december 2023 ændrede Ny Ellebjerg navn til København Syd                                                     |

## Linje Fx
1. oktober 1972 åbnedes den første etape af Køge Bugt-banen, og i den forbindelse skete der en omfattende reform af linjenettet. Linje F blev ikke ændret, men det blev til gengæld de linjer, den hidtil havde haft korrespondance med i Hellerup og Vanløse. Med den traditionelle 20 minutters drift betød det, at der nu var forholdsvis lange overgangstider, hvor det ellers hidtil havde passet fint de forskellige steder. For at råde lidt bod på det oprettedes derfor 3. juni 1973 linje Fx, der kørte fra Frederiksberg via Vanløse til Hellerup i myldretiden. Standsningsmønstret var nøjagtig det samme som for linje F, blot kørtes der 10 minutter forskudt i forhold til denne. Ligesom ved linje F skiftedes retning i Vanløse, idet togene mod hhv. Frederiksberg og Hellerup samtidig mødtes der.
29. september 1979 indviedes den tredje etape af Køge Bugt-banen, og med den fulgte endnu en reform af linjenettet. Denne gang fik man rettet op på fejlene, så der nu var væsentlig bedre korrespondance. Som følge heraf blev linje Fx så nedlagt.
| Dato       | Linjeføring                        | Bemærkninger            |
| ---------- | ---------------------------------- | ----------------------- |
| 03-06-1973 | Frederiksberg - Vanløse - Hellerup | Kun i myldretiderne     |
| 30-09-1979 | Nedlagt uden erstatning            | Nedlagt uden erstatning |

## Linjerne M og F+
Med åbningen af S-banen til Frederikssund 28. maj 1989 fulgte endnu en gang en reform af linjenettet og med denne en ny linje M. Som linje Fx i sin tid kørtes ligesom linje F mellem Frederiksberg og Hellerup og med retningsskift i Vanløse. Den nye linje kørte i hele driftstiden med 20 minutters drift. Mellem Frederiksberg og Vanløse kørtes 10 minutter forskudt i forhold til linje F, men mellem Vanløse og Hellerup var det nødvendigt at køre med hhv. 8 og 12 minutters mellemrum, så der blev plads i køreplanen til Dan Link-godstogene der. Fra 26. september 1993 gik man dog over til ren 10 minutters drift på hele strækningen. I sommeren 1994 førte uoverensstemmelser mellem DSB's lokomotivførere og ledelse om turplanlægningen til et stort antal sygemeldinger med mange aflysninger til følge. Det kom blandt andet til at gå udover linje M, der blev aflyst i flere måneder. Da driften på den blev genoptaget 12. september 1994 var kørslen desuden blevet reduceret, så der fremover kun kørtes i dagtimerne men stadig alle dage.
Etableringen af metroen og Ringbanen som beskrevet ovenfor havde de samme følger for linje M som for linje F. Først fulgte afkortning til en midlertidig Frederiksberg Station i 1995, 20. juni 1998 til Solbjerg og 1. januar 2000 til Vanløse. Fra 23. april 2001 til 2. februar 2002 blev strækningen mellem Vanløse og Ryparken lukket gennem trekvart år for en gennemgribende renovering. Imens havde linje M den tvivlsomme ære at være S-banens korteste linje, idet den kun kørte mellem de to stationer Ryparken og Hellerup, en tur på to minutter i hver retning. Efter renoveringsarbejderne kunne linjen dog atter fortsætte mod syd, denne gang til den midlertidige C.F. Richs Vej Station syd for Grøndal Station.
15. september 2002 skiftede linje M navn til linje F+. Begrebet +-linjer var blevet indført 26. september 1993 for linjer, der kun kørte i dagtimerne mandag-lørdag, et koncept der dog ikke helt passede på forholdene på denne linje, der både før og efter navneskiftet også kørte om søndagen. Samtidig med navneskiftet byttede linjen desuden minuttal med linje F, idet den samtidig overtog dennes kørsel til Klampenborg. I den modsatte ende blev den midlertidige C.F. Richs Vej Station erstattet af Flintholm Station 24. januar 2004. 8. januar 2005 fulgte som ved linje F forlængelse til den midlertidige Ny Ellebjerg Station ved Gammel Køge Landevej. Desuden blev driften udvidet, så linjen kom til at køre i hele driftsdøgnet mellem Ny Ellebjerg og Hellerup. Til gengæld blev kørslen mellem Hellerup og Klampenborg indskrænket til dagtimerne weekenderne, da linje Bx overtog kørslen der på hverdage. 8. januar 2006 blev linje Bx imidlertid indstillet på grund af infrastrukturarbejder, hvorefter linje F+ igen kørte til Klampenborg i dagtimerne hele ugen.
16. november 2006 blev Ringbanen ført frem til omtrent den nuværende placering på København Syd Station. Denne milepæl indebar også at fra 6. januar 2007 fik linje F og F+ tilsammen fik fem minutters drift i dagtimerne alle dage og ti minutters drift resten af tiden mellem Ny Ellebjerg og Hellerup. Linje F+ kørte tre gange i timen med forlængelse til Klampenborg i dagtimerne, mens de øvrige ni eller tre afgange i timen blev kørt af linje F. En ny reform af linjenettet 23. september 2007 blev imidlertid enden på linje F+. Mellem Ny Ellebjerg og Hellerup indlemmedes den i linje F, mens kørslen til Klampenborg erstattedes af linje C, der fik ti minutters drift i dagtimerne.

### Kronologisk oversigt
Linjen blev oprettet som linje M 28. maj 1989. Den blev omdøbt til linje F+ 15. september 2002.
| 28-05-1989 | Frederiksberg - Vanløse - Hellerup                          | |                                       |                                       |
| 20-06-1998 | Solbjerg - Vanløse - Hellerup                               | |                                       |                                       |
| 01-01-2000 | Vanløse - Hellerup                                          | |                                       |                                       |
| 23-04-2001 | Ryparken - Hellerup                                         | Togbusser Vanløse - Ryparken.                                                                                          |                                       |                                       |
| 02-02-2002 | C.F. Richs Vej - Hellerup                                   | Hellerup - Klampenborg kun i dagtimerne. C.F. Richs Vej er en midlertidig station. Togbusser Vanløse - C.F. Richs Vej. |                                       |                                       |
| 15-09-2002 | C.F. Richs Vej - Hellerup - Klampenborg                     | Togbusser Vanløse - C.F. Richs Vej.                                                                                    |                                       |                                       |
| 24-01-2004 | Flintholm - Hellerup - Klampenborg                          | |                                       |                                       |
| 08-01-2005 | Ny Ellebjerg Station - Flintholm - Hellerup (- Klampenborg) | Midlertidig Ny Ellebjerg Station ved Gammel Køge Landevej. Hellerup - Klampenborg kun i weekenden.                     |                                       |                                       |
| 08-01-2006 | Ny Ellebjerg Station - Flintholm - Hellerup - Klampenborg   | Midlertidig Ny Ellebjerg Station ved Gammel Køge Landevej.                                                             |                                       |                                       |
| 16-11-2006 | Ny Ellebjerg Station - Flintholm - Hellerup - Klampenborg   | |                                       |                                       |
| 23-09-2007 | Nedlagt og erstattet af linje C og F.                       | Nedlagt og erstattet af linje C og F.                                                                                  | Nedlagt og erstattet af linje C og F. | Nedlagt og erstattet af linje C og F. |

## Nattog på linje F
20. november 2009 indførtes forsøg med nattog fredag og lørdag nat, hvilket for linje F's vedkommende betød to tog i timen i hver retning mellem Hellerup og København Syd med stop ved alle stationer undervejs. Et tilsvarende koncept havde allerede i en årrække været benyttet nat efter julefrokostfredage, juleaften og nytårsaften, dog med 20-minuttersdrift.
Forsøget skulle oprindeligt have varet et halvt år. I praksis blev det imidlertid permanent, og fra 30. november 2012 forlængedes nattog F til Klampenborg til erstatning for nattog C som afkortedes til København H. Ved køreplansskiftet 10. december 2018 blev linje C imidlertid atter forlænget til Klampenborg om natten, og linje F afkortet til Hellerup.
| Dato       | Linjeføring                                               | Bemærkninger |
| ---------- | --------------------------------------------------------- | ------------ |
| 20-11-2009 | Ny Ellebjerg Station - Flintholm - Hellerup               |              |
| 30-11-2012 | Ny Ellebjerg Station - Flintholm - Hellerup - Klampenborg |              |
| 10-12-2018 | Ny Ellebjerg Station - Flintholm - Hellerup               |              |